# Скубченко, Пётр Сергеевич
Пётр Сергеевич Скубченко (укр. Петро Сергійович Скубченко; 6 июня 1937 год, село Жукова Балка, Амвросиевский район, Донецкая область, Украинская ССР) — звеньевой механизированного звена совхоза «Мирный» Амвросиевского района Донецкой области, Украинская ССР. Герой Социалистического Труда (1966). Депутат Верховного Совета УССР 11-го созыва.

## Биография
Родился 6 июня 1937 года в крестьянской семье в селе Благодатное. Окончил среднюю школу в городе Амвросиевка Сталинской области и в 1957 году — Eленевское училище механизации сельского хозяйства Сталинской области.
С 1956 года — рабочий, механизатор, звеньевой механизированного звена по выращиванию кукурузы совхоза «Мирный» Амвросиевского района Донецкой области.
В 1963 году вступил в КПСС.
Возглавлял звено, которое стало лучшим в Амвросиевском районе механизированным звеном по выращиванию пропашных культур. Во время посевной 1961 года звено Петра Скубченко обязалось ежегодно выполнять социалистическое обязательство по сбору кукурузы в среднем около 40 центнеров с каждого гектара. В 1961 году было собрано в среднем по 55,8 центнеров кукурузы с участка площадью 100 гектаров. В 1964 году было получено в среднем 76,7 центнеров кукурузы с каждого гектара. В 1966 году удостоен звания Героя Социалистического Труда «за успехи, достигнутые в увеличении производства заготовок зерновых и кормовых культур».
В 1976 году издал в Донецке книгу «Встреча с полем».
С 1983 года — начальник механизированного отряда совхоза «Мирный» Амвросиевского района Донецкой области.
Избирался депутатом Верховного Совета УССР 11-го созыва от Амвросиевского избирательного округа.
После выхода на пенсию проживает в посёлке Жукова Балка Амвросиевского района.

## Награды
- Герой Социалистического Труда (1966)
- орден Ленина